# دونالد إليس
دونالد إليس (بالإنجليزية: Donald Ellis)‏ (5 أكتوبر 1917 في أستراليا - 4 سبتمبر 2001) هو لاعب كريكت أسترالي. لعب مع فريق تسمانيا للكريكت.

## وصلات خارجية
- دونالد إليس على موقع إي آس بي آن كريك إنفو (الإنجليزية)